# Muntanya d'en Sot
La Muntanya d'en Sot és una muntanya de 328 metres que es troba al municipi de Palau-saverdera, a la comarca catalana de l'Alt Empordà.